# آخرین جان‌نثار
سریال «آخرین جان‌نثار» که نام اصلی آن در زبان کشور سازنده «آخرین ینی چری» است یک سریال تلویزیونی در خصوص روابط قزاق‌ها و امپراتوری عثمانی در سده ۱۹ میلادی است که در سال ۲۰۱۵ در ۱۱۵ قسمت ساخته شده‌است.
این سریال محصول دو کشور روسیه و اوکراین است.
این سریال توسط گروه تلویزیونی جم به زبان فارسی ترجمه و دوبله شده و در سال ۲۰۱۶ هر شب به جر جمعه‌ها در ساعت ۱۰ به وقت ایران پخش می‌شود.
ماجرای این سریال صحت تاریخی ندارد و صرفاً داستانی در بستری شبه تاریخی است.
واژه ترکی «ینی چری» که به معنای «سپاه نو» می‌باشد در زبان‌های اروپایی به صورت «Janissary» وارد شده‌است و احتمالاً همین امر دلیل ترجمه نام این سریال به صورت «آخرین جان‌نثار»، توسط گروه تلویزیونی جم بوده‌است.